# Pellosjärvi
Pellosjärvi är en sjö i kommunen Nyslott i landskapet Södra Savolax i Finland. Sjön ligger 83,4 meter över havet. Arean är 1,19 kvadratkilometer och strandlinjen är 5,39 kilometer lång. Sjön  ingår i Vuoksens huvudavrinningsområde.   Den ligger omkring 91 kilometer öster om S:t Michel och omkring 290 kilometer nordöst om Helsingfors. 
Nyslotts flygplats ligger mellan Pellosjärvi söder om flygplatsen och sjöarna Kuhajärvi och Seppäjärvi norr därom. 